# Charles Gohel
Pour les articles homonymes, voir Gohel.
 (août 2007).
Si vous disposez d'ouvrages ou d'articles de référence ou si vous connaissez des sites web de qualité traitant du thème abordé ici, merci de compléter l'article en donnant les références utiles à sa vérifiabilité et en les liant à la section « Notes et références ».
Charles Gohel, né le 1er mai 1848 à Cherbourg (Manche) et mort le 13 décembre 1915 à Anneville-en-Saire (Manche), est un chanteur, fétiche d'Alfred Rossel, dont il interprète le premier Sû la mé.